# Dicrocoelium
Genre
Dicrocoelium est un genre de vers trématodes, de la famille des Dicrocoeliidae.

## Liste des espèces
Dix-huit espèces sont reconnues[réf. nécessaire] :
- Dicrocoelium albicolle (Rudolphi, 1819)
- Dicrocoelium antechini Cribb & Spratt, 1992
- Dicrocoelium bykhowskajae Panin & Zhatkanbaeva, 1972
- Dicrocoelium colobusicola Sandground, 1929
- Dicrocoelium dendriticum (Rudolphi, 1819)
- Dicrocoelium eurynorhynchi Belopol'skaia, 1954
- Dicrocoelium hospes Looss, 1907
- Dicrocoelium ivoriense Baer, 1971
- Dicrocoelium kronschnepi Belopol'skaia, 1963
- Dicrocoelium lasmri Mclntosh, 1933
- Dicrocoelium macaci Kobayashi, 1915
- Dicrocoelium macrostomum Odhner, 1910
- Dicrocoelium moschiferi Oshmarin in Skrjabin & Evranova, 1952
- Dicrocoelium orientale Sudarkkov & Ryjikov, 1951
- Dicrocoelium petrovi Kassimov in Skrjabin & Evranova, 1952
- Dicrocoelium rileyi Macy, 1931
- Dicrocoelium sciuri (Artiuk in Skrjabin & Evranova, 1953)
- Dicrocoelium soricis (Diesing, 1858)